# Temnida simplex
Temnida simplex là một loài nhện trong họ Anyphaenidae.
Loài này thuộc chi Temnida. Temnida simplex được miêu tả năm 1897 * bởi Eugène Simon.